# Get You in the Morning
Get You in the Morning è un singolo dei Crash Test Dummies estratto dall'album Give Yourself a Hand nel 1999.
È il secondo singolo ad aver come cantante la tastierista Ellen Reid.

## Tracce
1. Get You in the Morning – 3:20

## Il video
Nel video si vede Ellen Reid sdraiata su un divano che guarda vari canali televisivi in cui appaiono gli altri membri della band.

## Classifiche
| Classifica (1999)                | Posizione massima |
| -------------------------------- | ----------------- |
| Billboard Canadian Singles Chart | 45                |